# Varicorhinus clarkeae
Varicorhinus clarkeae är en fiskart som beskrevs av Banister, 1984. Varicorhinus clarkeae ingår i släktet Varicorhinus och familjen karpfiskar. IUCN kategoriserar arten globalt som otillräckligt studerad. Inga underarter finns listade i Catalogue of Life.